# Весілля в Сузах
Весілля в Сузах — масове одруження еллінської знаті та солдатів македонської армії із дівчатами перських шляхетних династій, організоване Александром Македонським 324 до н. е. в іранському місті Сузи.

## Історія
На початку правління Александра македонські полководці старшого покоління могли являти загрозу його планам урівняти еллінів із персами. Однак після завершення тривалої східної кампанії, коли Велика імперія Александра простяглася до Індії, сенсу бунтувати вже не було. Взимку 324/323 до н. е. Александр відвідав підкорені Перейду, Пасаргади, де відновив гробницю Кира І, Персеполь, де за перським звичаєм, наділив жінок грошима, шкодуючи про знищення міста, а навесні переніс свій двір в Сузи.
Наступним кроком Александр вирішив не просто наділити греків і персів рівними правами, а асимілювати їх. Він запропонував своїм полководцям взяти в дружини дівчат із знатних перських родин, вважаючи таку пропозицію винагородою для обраних, при цьому Александр забезпечував дівчат приданим.
Загальне число одружень знатних греків (поширена думка про те, що весілля солдат відбулося одночасно із весіллям знаті, спростовується античними істориками) мало становити сакральне число 90. Сам Александр одружився тоді на Статірі, дочці перського царя Дарія III, та Парісатиді, дочці царя Артаксеркса III. Хоча він уже був одружений з донькою Бактрійського правителя Роксаною, до того часу вона ще не народила дітей. Водночас, вважаючи себе перським царем, за східним звичаєм, Александр міг мати кілька дружин.
Александр сам визначав наречених своїм полководцям. Достеменно відомо, що за Гефестіона він віддав сестру Статіри — Дріпетіду, дочку Дарія III, за Кратера — племінницю Дарія III, за Пердікку — дочку Атропата, за Птолемея і Євмена — дочок Артабаза, за Неарха — дочку Барсіни, а за Селевка — доньку Спітамена, героя визвольної боротьби в Согдіані. За задумом Александра, від цих шлюбів мало народитись цілком нове покоління, яке успадковувало б його імперію. Зокрема, в результаті цих шлюбів його власні діти від Статіри були б двоюрідними братами дітей Гефестіона.

### Урочистості
Докладний опис урочистостей, що дійшов до нас, належить Харесу, церемонімейстеру двору Александра. Весілля тривало 5 діб поспіль. Для святкувань звели грандіозних розмірів намет, встановлений на колонах. Всередині його вбрали розкошами, неначе центральну залу палацу перського царя. Всередині намету встановили лави: з однієї сторони — для наречених, з іншої — для почесних гостей. Ззовні намету приготували щедрі частування для воїнів.
Власне церемонія весілля відбувалася за східною традицією. Першим одружився сам Александр. Після цього до зали вводили по нареченій, до неї підходив її чоловік, брав за руку і цілував. За цим він мав принести жертву богам, а фанфари сповіщали усі присутнім на великому бенкеті, що одруження відбулося. Розважали гостей численні співці, музиканти, що грали на різноманітних інструментах, рапсоди, однак, за свідченням Хареса, найгучніший успіх мали індійські фокусники.
На обмін подарунками і греки, і перси загалом витратили 15 тисяч талантів — грандіозна сума, оскільки, наприклад, цілорічна облога міста коштувала від 1000 до 2000 талантів, а трієру з екіпажем цілий рік можна було утримувати всього за 7 талантів (див. Цінність грошей в Елладі). Особисто Александр, окрім забезпечення приданого перським нареченим, подарував по золотому кубку кожному з присутніх на бенкеті, а їх було близько 9000.

### Одруження солдатів македонської армії
В македонській армії серед звичайних солдатів також віталися змішані шлюби, однак вони не були обов'язковими. Також після повернення до Еллади воїни мали повернутися до своїх грецьких дружин, перські ж дружини разом із дітьми залишалися на Сході. Сини від таких шлюбів виховувалися б за кошт держави і в майбутньому поповнили б імперську армію, а ставши гоплітами, з'єдналися б зі своїми батьками.